# Miguel Ángel Martín
Miguel Ángel Martín (nascido em 2 de maio de 1962) é um jogador espanhol de golfe profissional, que já venceu três torneios do European Tour. Disputou pela Espanha a Copa Europcar, em 1988.

## Títulos profissionais

### Títulos do European Tour (3)
| N.º | Data                   | Torneio                | Placar                | Margem    | Vice-campeão |
| --- | ---------------------- | ---------------------- | --------------------- | --------- | ------------ |
| 1   | 28 de junho de 1992    | Peugeot Open de France | –8 (70-71-66-69=276)  | 2 tacadas | Martin Poxon |
| 2   | 2 de fevereiro de 1997 | Heineken Classic       | –15 (70-67-65-71=273) | 1 tacada  | Fred Couples |
| 3   | 20 de junho de 1999    | Moroccan Open          | –12 (67-71-70-68=276) | Playoff   | David Park   |

Recorde dos playoffs do European Tour (1–1)
| N.º | Ano  | Torneio                   | Adversário     | Resultado                                       |
| --- | ---- | ------------------------- | -------------- | ----------------------------------------------- |
| 1   | 1996 | One 2 One British Masters | Robert Allenby | Perde no primeiro buraco extra após a concessão |
| 2   | 1999 | Moroccan Open             | David Park     | Vence com par no sexto buraco extra             |

## Resultados nos torneios Majors
| Torneio           | 1987 | 1988 | 1989 | 1990 | 1991 | 1992 | 1993 | 1994 | 1995 | 1996 | 1997 | 1998 | 1999 |
| ----------------- | ---- | ---- | ---- | ---- | ---- | ---- | ---- | ---- | ---- | ---- | ---- | ---- | ---- |
| Open Championship | T62  | DNP  | T30  | CUT  | T64  | DNP  | DNP  | DNP  | CUT  | DNP  | CUT  | DNP  | T24  |

Nota: O Open Championship é o único torneio Major que Martín participou.

DNP = não participou

CUT = perdeu o corte

"T" = empate